# Acytolepis ripte
Acytolepis ripte is een vlinder uit de familie van de Lycaenidae. De wetenschappelijke naam van de soort is voor het eerst gepubliceerd in 1895 door Hamilton Herbert Druce.
De soort komt voor in Maleisië.